# Swakop
Swakop – rzeka w południowej Afryce, na terenie zachodniej Namibii.
Wypływa z wyżyny Khomas leżącej w środkowej Namibii i uchodzi do Oceanu Atlantyckiego opodal miasta Swakopmund. Długość rzeki to 460 km, powierzchnia dorzecza wynosi 30 100 km². Rzeka ma charakter okresowy, w porze suchej wysycha. Na rzece wybudowano dwie zapory wodne Von-Bach i Swakoppfort. Doprowadziło to do spadku poziomu wód gruntowych o około 30 centymetrów.